# Deep learning
Deep learning (også: deep structured learning eller hierarchical learning) er en del af området maskinlæring via kunstige neurale netværk. Deep learning er baseret på en konfiguration af algoritmer, som forsøger at modellere abstraktioner i data på højt niveau ved at anvende mange proceslag med komplekse strukturer, bestående af mange lineare og ikke-linear afbildninger.
Deep learning kan være overvåget, halv-overvåget eller uovervåget og har fået stor gennemslagskraft indenfor blandt andet billedklassificering, computervision, sprogbehandling, biostatistik og lydgenkendelse. 
Geoffrey Hinton, Yann LeCun och Yoshua Bengio er pionerer indenfor deep learning.